# Cathédrale Saint-Sauveur de Cayenne
Pour les articles homonymes, voir Cathédrale Saint-Sauveur.
La cathédrale Saint-Sauveur de Cayenne est un édifice religieux de la ville de Cayenne en Guyane. Elle a été inscrite monument historique dans sa totalité par arrêté du 9 décembre 1992 ; le clocher et le porche ont été classés par arrêté du 9 mars 1999. Ces deux arrêtés étant remplacés par un classement de l'église en totalité le 29 octobre 2012. C'est l'église cathédrale du diocèse de Cayenne. Elle est dédiée au saint Sauveur (Jésus-Christ).

## Historique
En 1823, le Révérend Père Nicolas Guiller et le Baron Pierre Bernard Milius, administrateur de la Guyane décidèrent de remplacer l'ancienne église de Cayenne, l'église Saint-Nicolas à l'actuelle place Léopold-Héder. Les travaux commencés en 1825 furent achevés en[1833. L'église est inaugurée en 1861.
Le maître-autel, la chaire et le confessionnal de la chapelle du pénitencier de l'Ilet la Mère furent transférés à la cathédrale en 1876.
En 1933, la préfecture apostolique de Guyane est transformée en vicariat apostolique, le préfet apostolique devient évêque. L'église change également de statut et devient cathédrale. Elle est consacrée en tant que cathédrale le 9 novembre 1934 par Monseigneur Gourtay, alors premier évêque de Guyane. En 1952, durant l'épiscopat de Monseigneur Marie, elle fait l'objet d'un agrandissement, au cours des travaux les ouvriers trouvèrent une cassette de plomb enchâssée contenant 21 pièces de monnaie, dont la plus ancienne date de Napoléon Ier et vingt sceaux de l'époque de Charles X.
Entre 1952 et 1954 vers l'est sur 13 m, le plafond, les vitraux, les planchers de la tribune, sont remplacés. La cathédrale Saint-Sauveur de Cayenne a été récemment rénovée.
Dans le contexte de la pandémie de covid-19, la cathédrale ferme puis rouvre fin mai 2020. Le 21 mai 2023, la messe de la cathédrale est retransmise en direct sur France 2.

## Réhabilitation
Le clocher a été restauré au cours des années 2000 et 2001. Les murs extérieurs ont pour leur part été réhabilités entre 2004 et 2005. La dernière tranche porte sur l'intérieur de la cathédrale.

## Galerie

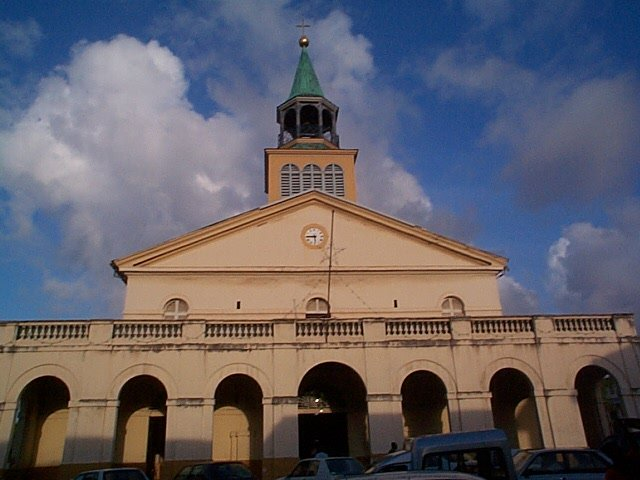
Avant la rénovation.
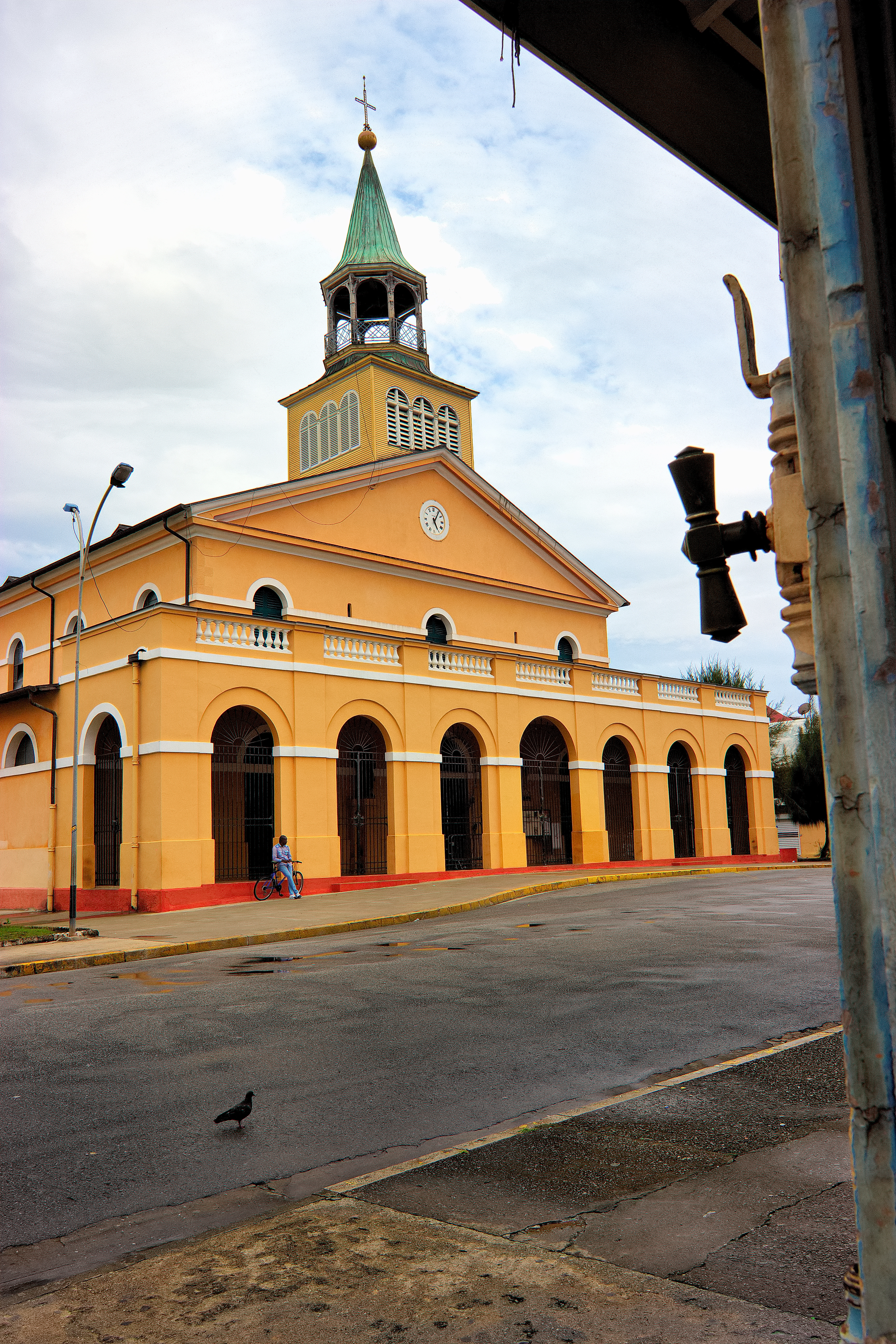
En 2006.